# Grebbestad
Grebbestad è un'area urbana della Svezia situata nel comune di Tanum, contea di Västra Götaland.
La popolazione rilevata nel censimento 2010 era di 1 401 abitanti.

## Cultura
La poetessa Ebba Lindqvist (nata nel 1908) è cresciuta a Grebbestad. Qui è stato costruito in suo onore, l'Ebba Lindqvist place, composto da quattro grandi lapidi su cui sono incise alcune delle sue poesie.

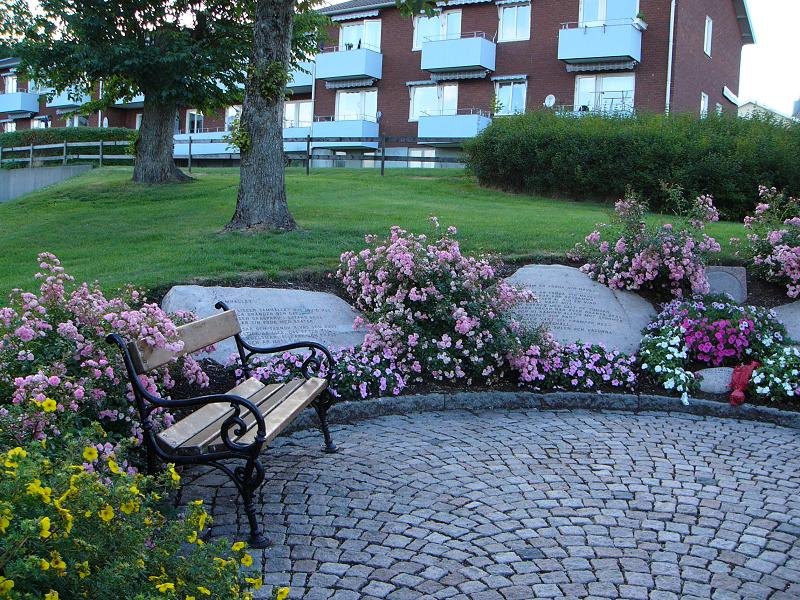
Ebba Lindqvist Place

Inoltre, a Grebbestad è presente la statua di bronzo di Evert Taube realizzata da Willy Gordon. Evert Taube ha vissuto qui nell'estate del 1954. Durante il suo soggiorno qui, Evert Taube ha scritto, tra le altre cose, A sunny morning e As long as the ship can go.

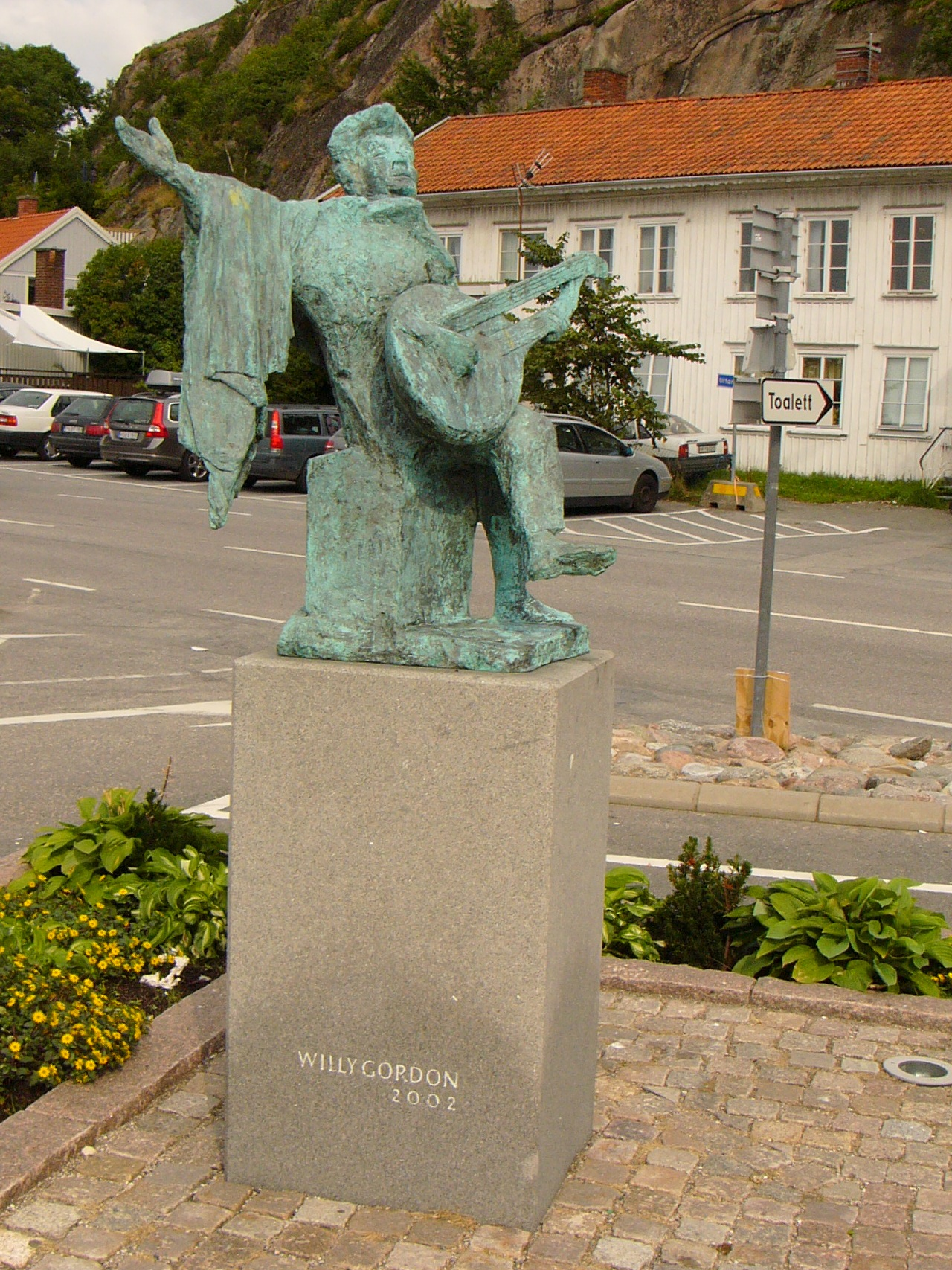
Statua di Evert Taube

Inoltre, durante il suo soggiorno qui Evert Taube ha intrattenuto uno scambio di lettere con Siv Sjöstrand. Queste lettere a partire dall'estate del 2007 sono costudite all'interno dell'archivio Evert Taube della biblioteca dell'Università di Göteborg.